# カルメンタ溶岩円頂丘
カルメンタ溶岩円頂丘（カルメンタようがんえんちょうきゅう、英: Carmenta Farra）は、金星の溶岩円頂丘群である。エイストラ地域に位置する。
カルメンタ溶岩円頂丘は3つの溶岩円頂丘から構成されている。いずれも高さは1km未満で、全体の直径は180km、それぞれの頂丘の直径は62km、58km、20.6kmであり、大きい2つは個々のサイズでは金星最大の溶岩円頂丘群セオリツ溶岩円頂丘の各頂丘の2倍以上もある。
名前はローマ神話の出産と予言の女神カルメンタに由来する。